# Centro espositivo per la pianificazione urbanistica di Shanghai
Il centro espositivo per la pianificazione urbanistica di Shanghai (pinyin: Shànghǎi Chéngshì Guīhuà Zhǎnshì Guǎn; caratteri cinesi tradizionali: 上海城市规划展示馆),  chiamato anche Museo o Galleria della pianificazione  è un'area museale dedicata alla storia dell'architettura e della pianificazione urbana di Shanghai.
Si trova nel centro della città sulla piazza del Popolo.  Progettato dall'architetto cinese Ling Benli, il design dell'edificio è ispirato dalla tradizionale porta cittadina cinese. E la sua pergola in acciaio traforato è destinata a evocare il fiore di magnolia, simbolo di Shanghai.
Con sei piani (due interrati), si estende su una superficie di costruzione di circa 20.000 m², in cui la superficie espositiva è di circa 7.000 m². Al piano terra sono presenti ristoranti, casa da tè e negozi nonché una riproduzione delle strade di Shanghai negli anni '30. Negli altri piani vi sono esposizioni relativi alla storia e allo sviluppo pianificato della città, tra cui piccoli modelli in scala incentrati su particolari aree di interesse, come il Bund. Il clou della mostra è al terzo piano interamente occupato da un modello - composte da numerosi grattacieli - in larga scala rappresentante il paesaggio urbano di Shanghai come apparirà nel 2020.

## Galleria d'immagini

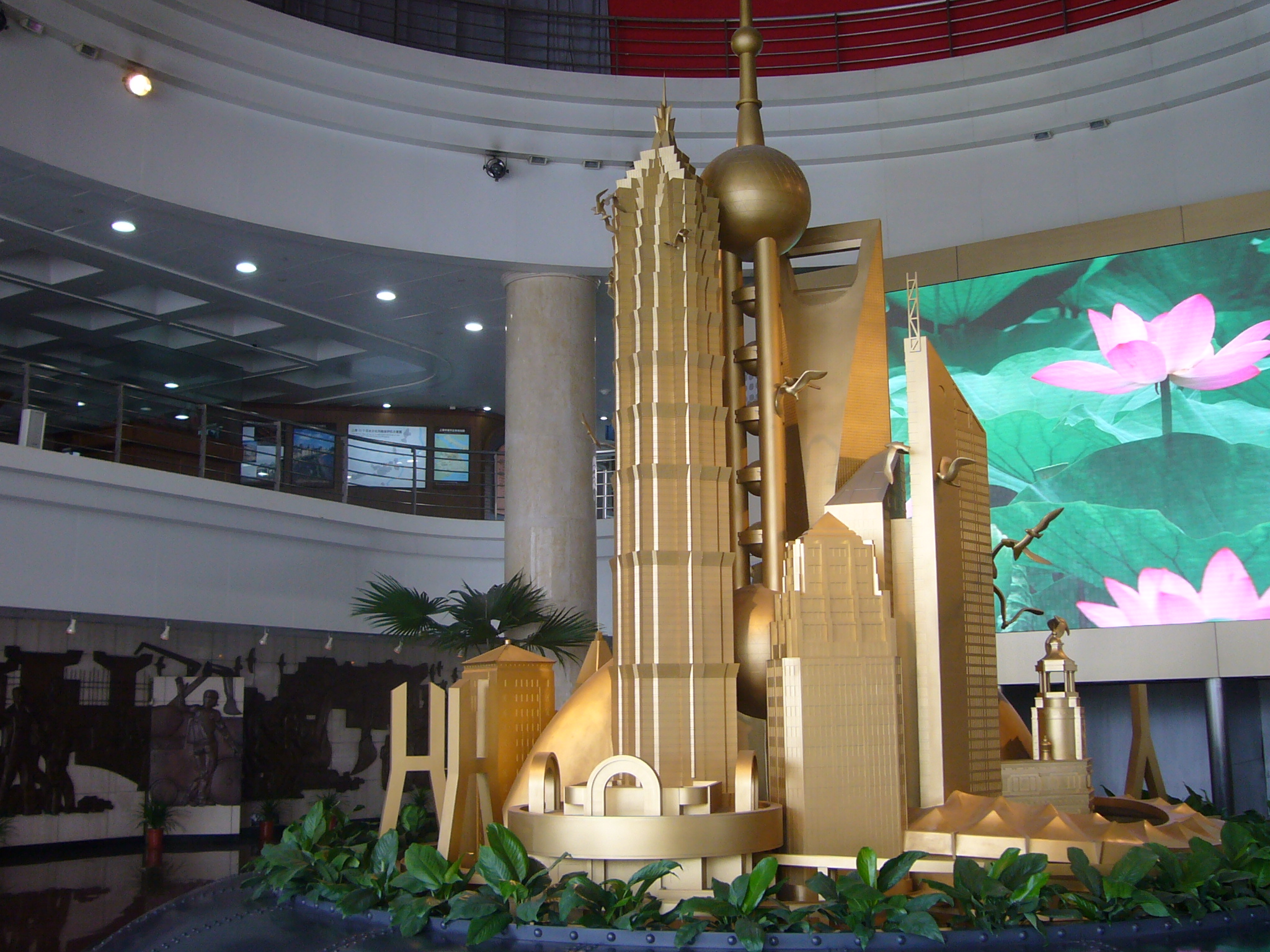
Nell'atrio, il monumento simbolo della modernizzazione di Shanghai
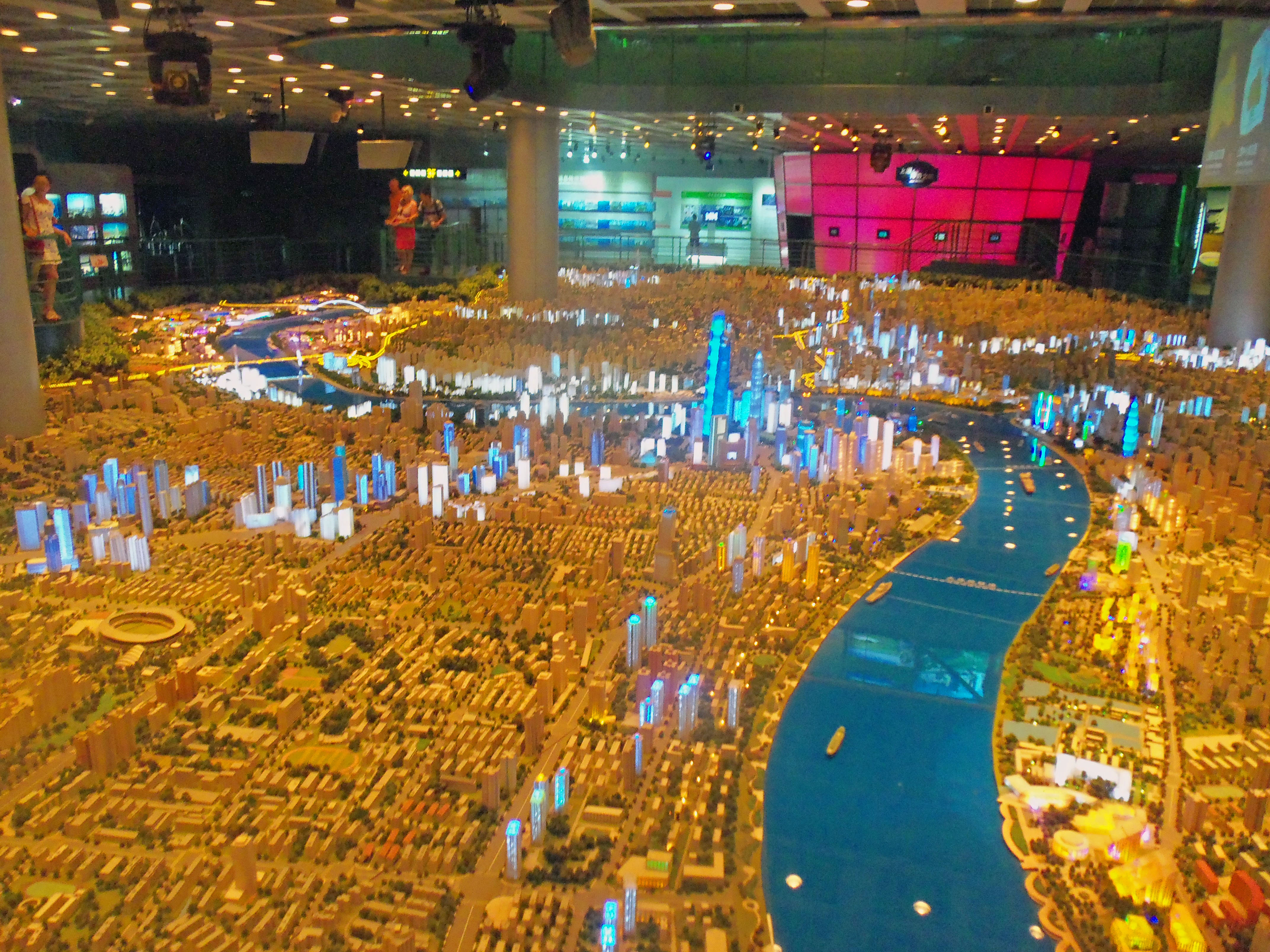
Parte del principale modello in scala (quartiere finanziario di Lujiazui) fotografata nel 2013.